# Dale (Pennsylvanie)
Pour les articles homonymes, voir Dale.
Dale est un borough situé en banlieue de Johnstown, au sud-ouest de la partie centrale du comté de Cambria, en Pennsylvanie, aux États-Unis,. En 2010, il comptait une population de 1 234 habitants. Il est incorporé le 9 mars 1891.

## Démographie
Lors du recensement de 2010, le borough comptait une population de 1 234 habitants. Elle est estimée, le 1er juillet 2019, à 1 175 habitants.

### Source de la traduction
- (en) Cet article est partiellement ou en totalité issu de l’article de Wikipédia en anglais intitulé « Dale, Pennsylvania » (voir la liste des auteurs).